# Xenophrys dringi
Xenophrys dringi (tên tiếng Anh: Dring's Horned Frog) là một loài lưỡng cư thuộc họ Megophryidae.
Loài này có ở Brunei và Malaysia.
Môi trường sống tự nhiên của chúng là vùng núi ẩm nhiệt đới hoặc cận nhiệt đới và sông ngòi.